# Шишківці (Ставчанська сільська громада)
Ши́шківці — село в Україні, у Ставчанській сільській громаді Чернівецького району Чернівецької області.

## Назва
Назва села, можливо, походить від слова «шишка» — гірська верхівка.

## Історія села
Шишківці згадуються вперше в грамоті від 1739 року.
У 1886 році побудовано церкву Різдва Пресвятої Богородиці, яка є пам'яткою архітектури місцевого значення.
Відоме місце в селі Шишківці — урочище «вертеб», де в 1941 році розстріляно понад 200 євреїв з навколишніх сіл: Киселів, Веренчанка, Хлівище, Малятинці, Давидівці, Ставчани, Южинець, Валява.
1991 року село Шишківці в складі незалежної України.
У 1992 році на цьому місці відкрито пам'ятний семисвічний знак євреям.
19 грудня 2018 року церковна громада Різдва Богородиці вирішила перейти з РПЦ до ПЦУ.

## Географія та економіка
Шишківці — значний населений пункт, що лежить у видолинку біля ставка Жолоб — одного з чотирьох ставків, звідки бере свій початок річка Совиця.
Відстань до обласного центру — 40 км.
Населення — 1760 мешканців (за неперевіреними даними). Основне населення — українці.
Мешканці села займаються землеробством і тваринництвом, підприємницькою діяльністю та працюють в різних закладах.

## Населення
Національний склад населення за даними перепису 1930 року у Румунії:
| Національність | Кількість осіб | Відсоток |
| -------------- | -------------- | -------- |
| українці       | 1547           | 94,85 %  |
| євреї          | 72             | 4,41 %   |
| румуни         | 11             | 0,67 %   |
| угорці         | 1              | 0,06 %   |

Мовний склад населення за даними перепису 1930 року:
| Мова       | Кількість осіб | Відсоток |
| ---------- | -------------- | -------- |
| українська | 1548           | 94,91 %  |
| їдиш       | 72             | 4,41 %   |
| румунська  | 10             | 0,61 %   |
| угорська   | 1              | 0,06 %   |

## Установи, організації та заклади
В селі діє з 1887 р. церква «Свято Різдва Пресвятої Богородиці».
В селі є такі заклади: пошта, медичний заклад, загальноосвітній навчальний заклад, клуб, бібліотека, краєзнавчий музей.
Бібліотека — Фалібога Зіновія Юріївна, завідувачка
Відділення зв'язку — Шумік Віра Василівна, начальник
ПП Адабека Л. І. — Адабека Людмила Іванівна, директор
ПП «Вітко» — Біблюк Віталій Васильович, директор
ПСП «Буковина-Форальберг» — Візнюк Юрій Васильович, директор
ПСП «Вікторія» — Скорейко Василь Теофілович, директор
Сільський будинок народної творчості та дозвілля — Герман Юрій Іванович, директор
Фельдшерсько-акушерський пункт Бричко Микола Іванович, завідувач здоровпункту
Шишковецький ДНЗ Танасійчук Марія Степанівна, завідувачка
Шишковецький ЗНЗ І-ІІІ ст. — Танасійчук Андрій Васильович, директор Сайт — http://www.shishkiwci.com.ua/%5Bнедоступне+посилання+з+серпня+2019%5D
Орган місцевого самоврядування — Шишковецька сільська рада.

## Видатні особистості села
- Герман Ілько Іванович (1895 р. н.) — військовий і громадський діяч, редактор, командир прикордонного загону Могилів-Подільської бригади Армії УНР, редактор часопису «Чорноморе»; сотник Армії УНР.
- Дерпак Юрій Юрійович (1968 р. н.) Медик. Кандидат медичних наук.
- Шупеня Микола Миколайович (1957 р. н.) — юрист, заступник Міністра юстиції у відставці.
- Рихло Петро Васильович (1951 р. н.) — доктор філологічних наук, професор Чернівецького університету.
- Руснак Іван Степанович (1949 р. н.) — педагог, доктор педадогічних наук, професор Чернівецького університету.
- Радомський Іван Степанович (1948 р. н.) — художник, член національної спілки художників.
- Липовик Василь Васильович (1932 р. н.) — фізик-математик, кандидат фізико-математичних наук, професор Криворіжського технічного університету.

## Світлини

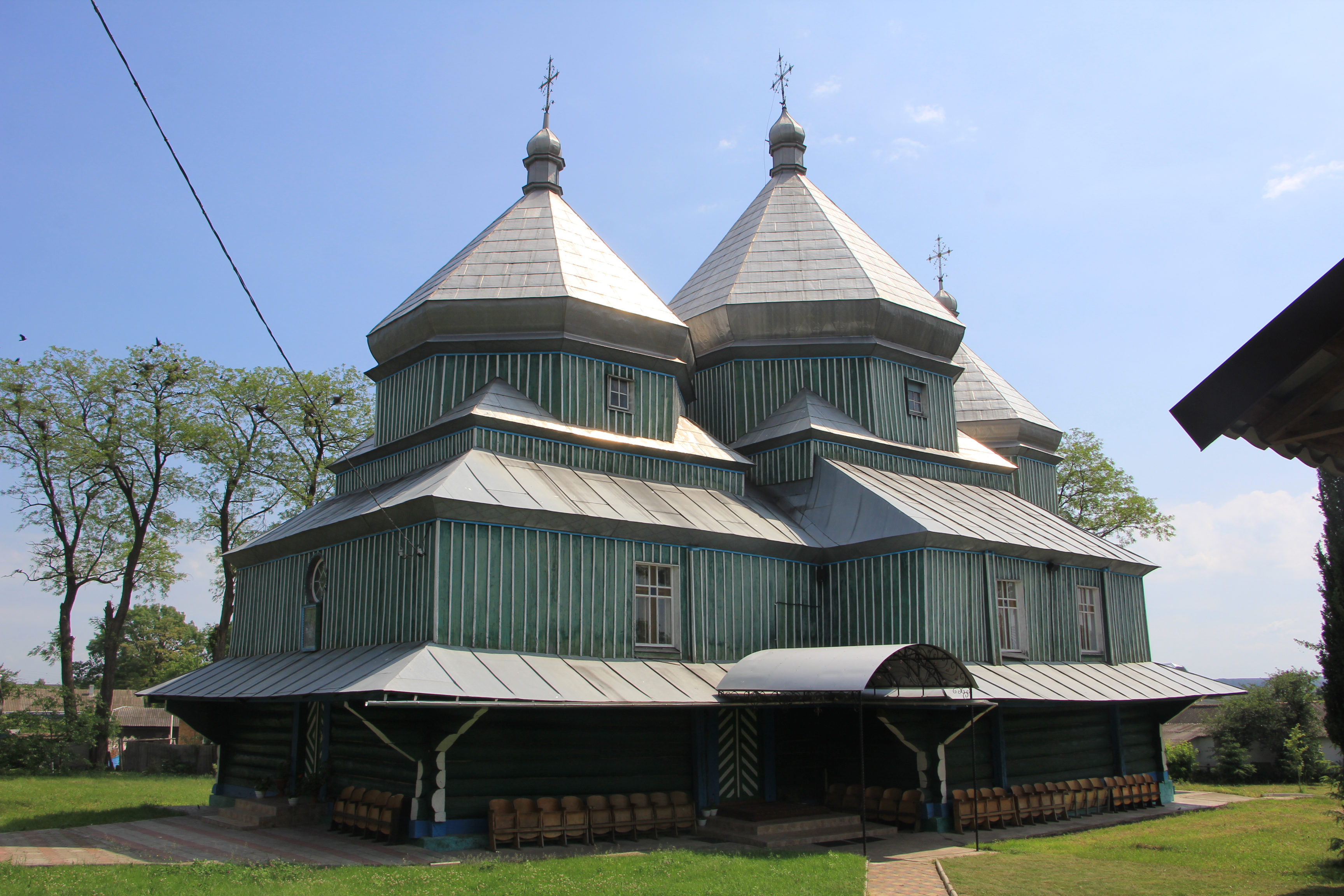
Дерев'яна церква
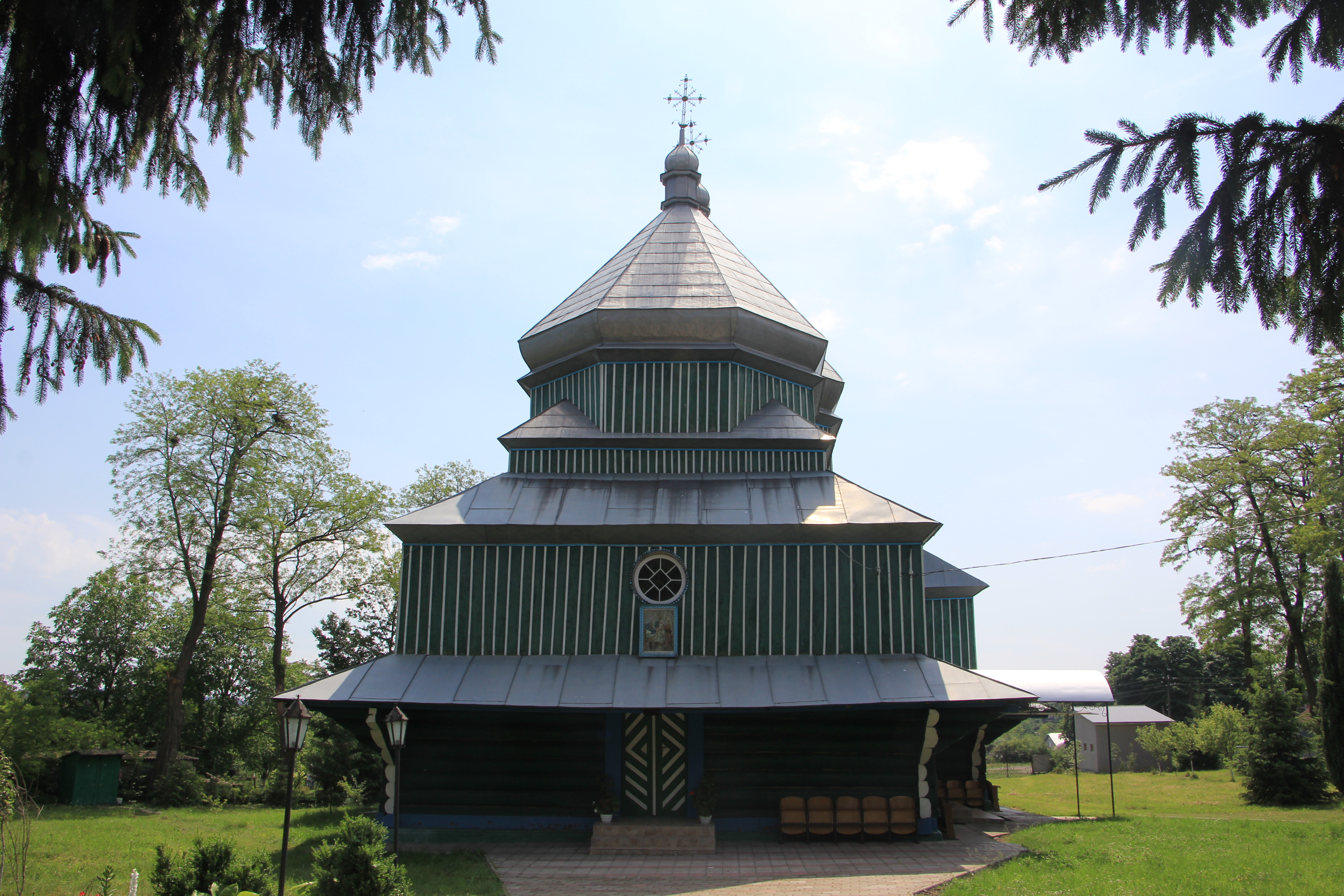
Церква Різдва Пресвятої Богородиці
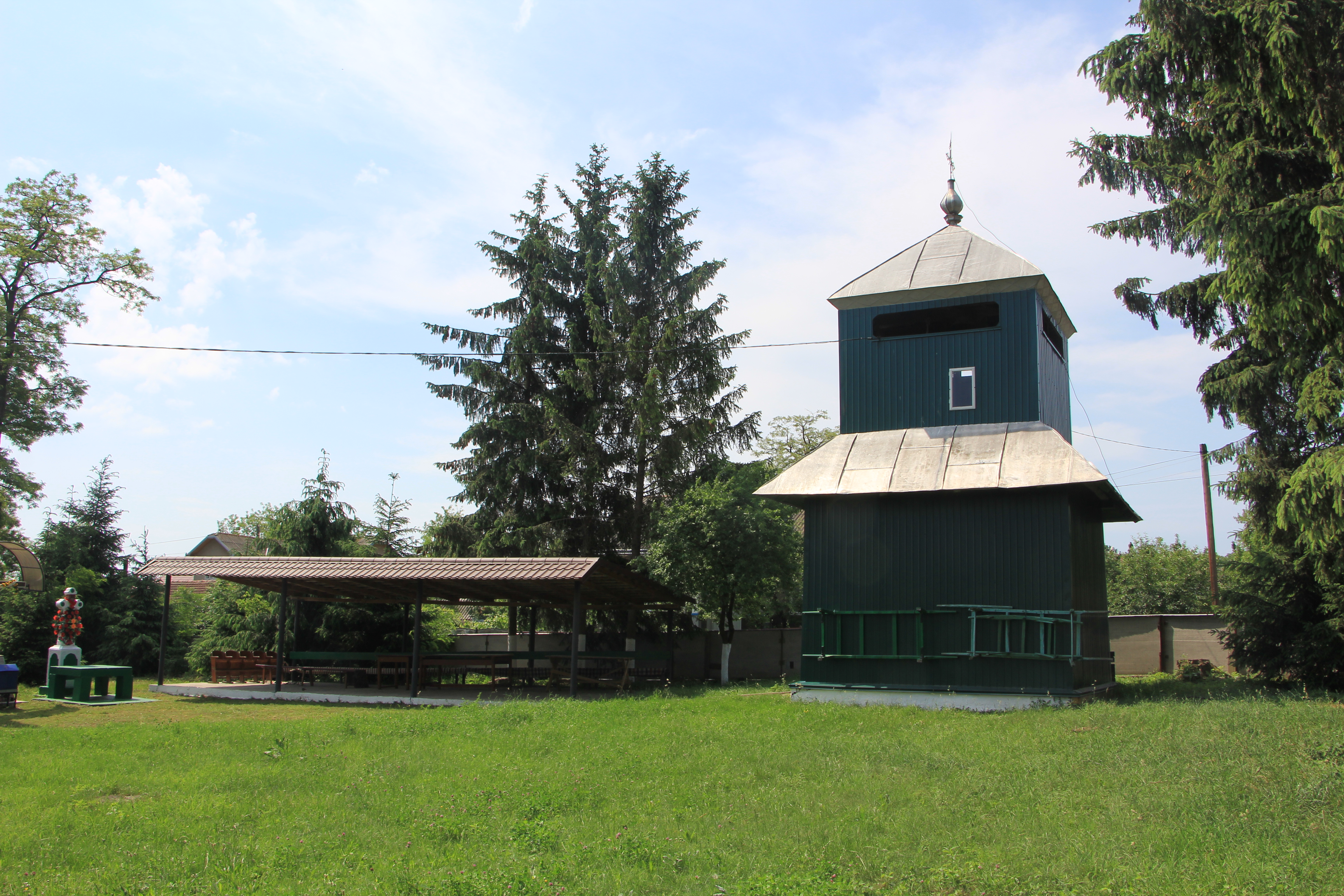
Дзвіниця
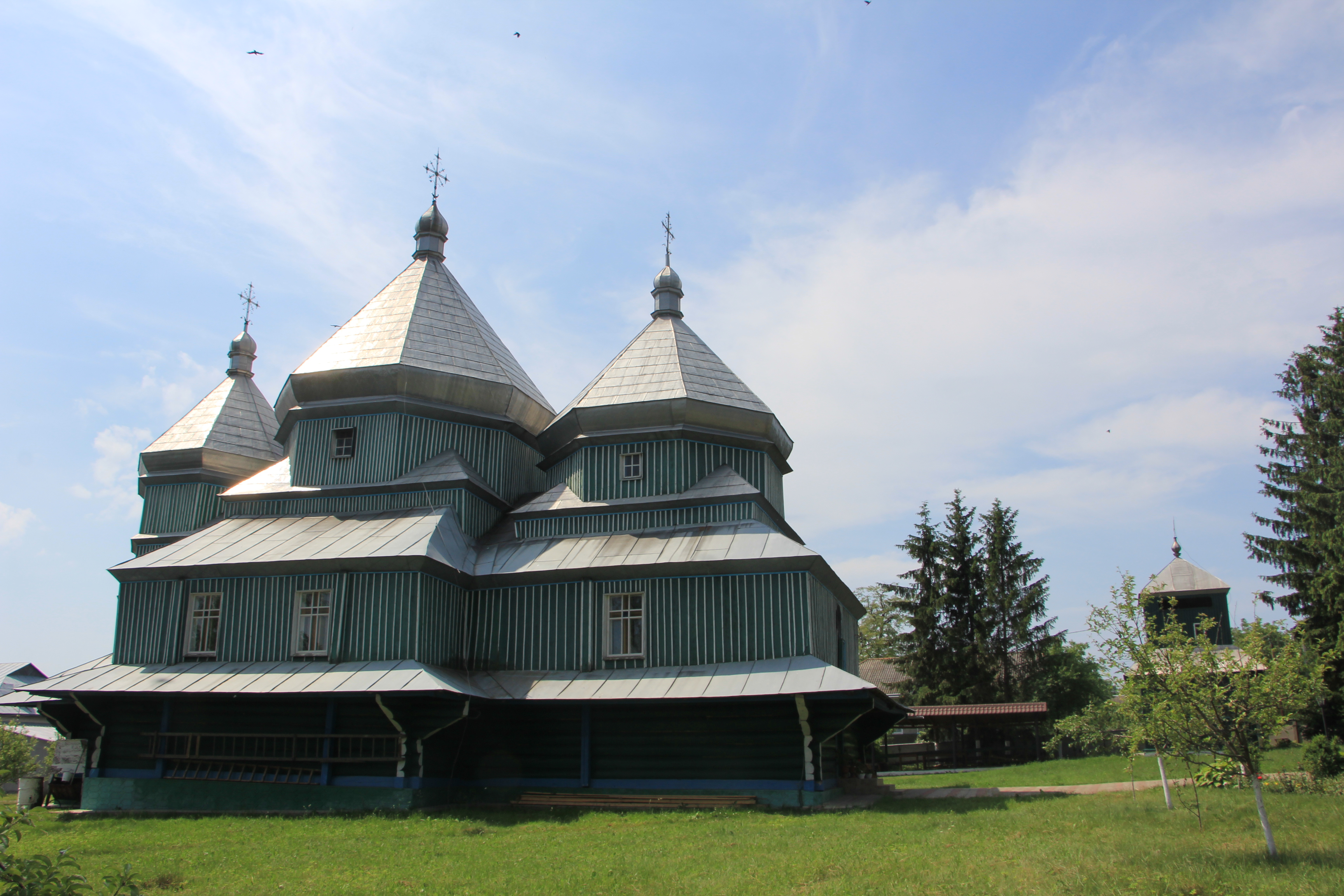
Вигляд з боку
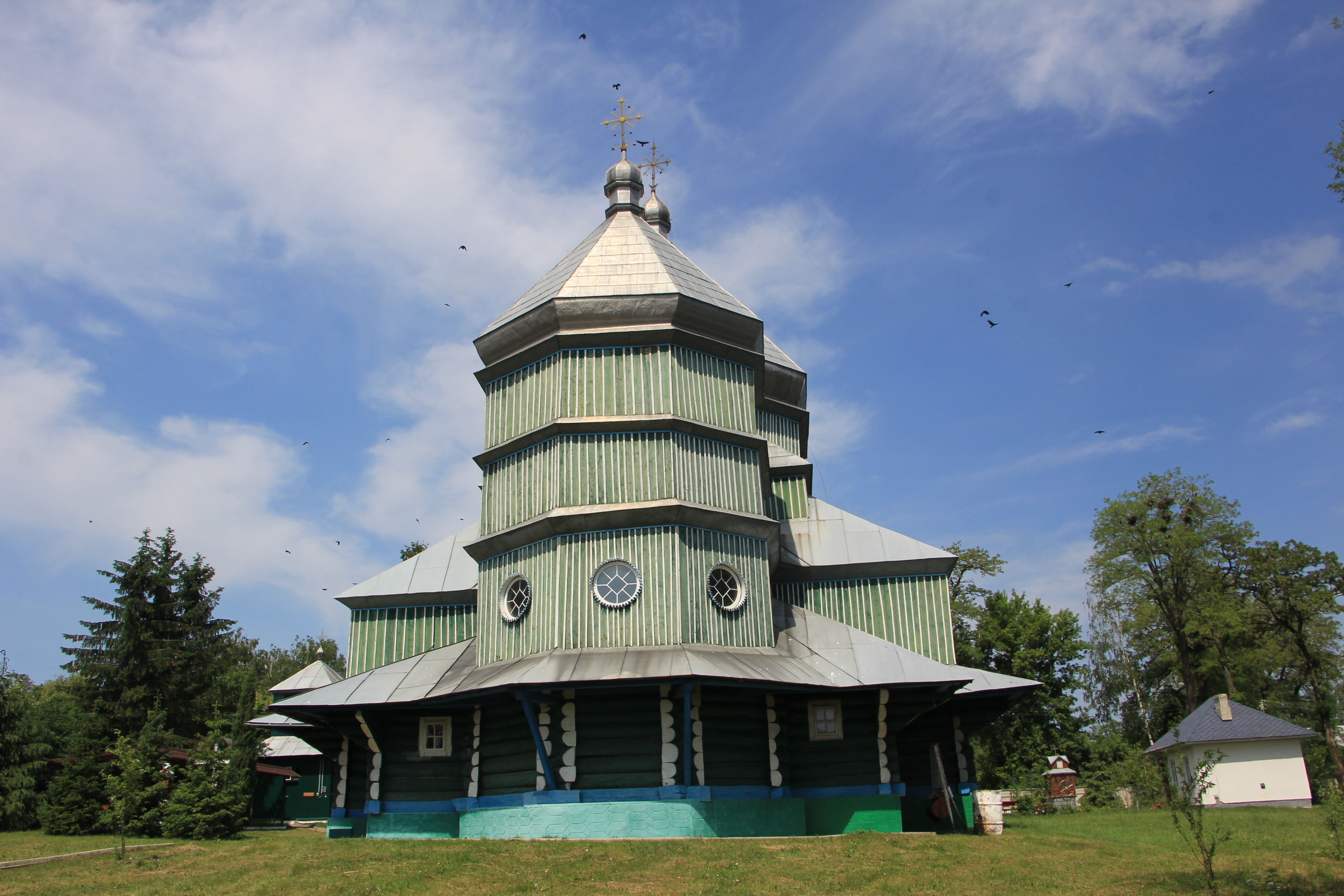
Дерев'яна церква с. Шишківці

## Відео про село
- Василь Дерпак про село Шишківці [Архівовано 4 грудня 2015 у Wayback Machine.]
- «Сьогодні в Шишківцях футбол» [Архівовано 4 грудня 2015 у Wayback Machine.]
- Буковинська жовнірська пісня [Архівовано 4 грудня 2015 у Wayback Machine.]